# Celemony Software
Celemony Software GmbH是一家專門製作音高校正軟體的德國音樂軟體公司。目前發行的 Melodyne是一種類似於Auto-Tune的音高校正工具，雖然它是一個手動調音軟體。 

## 歷史
2000年10月，Celemony公司由Peter Neubäcker 教授，Hildegard Sourgens 博士和 Carsten Gehle 於德國慕尼黑創立。 
2009年，Melodyne 榮獲 MIPA 最具創新產品獎。  2011年，Celemony 發布 Capstan，這是一款獨立的音頻修復軟體，可以消除電子錄音中的顫動。 
2011 年 10 月，Celemony 和PreSonus推出了Audio Random Access (ARA)，這是一種類似Audio Units和VST等的音頻插件格式，允許在它們之間交換數據並受到多個DAW的支援。 

## Melodyne

melodyne標誌

在 Celemony 成立三年前，Peter Neubäcker 正在從事一項關於聲音的研究。這個實驗後來演變成了現在的 Melodyne。Melodyne 已成为一种工具，全球大量專業唱片製作人使用它来調整和編輯音頻，這些音頻通常是歌手的歌聲。Melodyne 還具有時間拉伸、重建旋律的功能。它還可以用於從現有的主唱創建背景人聲。 它的首次亮相是在 2001 年的 Winter NAMM Show上，此後也贏得各種獎項。 
截至 2020 年 5 月，最新版本是 Melodyne 5。第5版最重要的新功能與聲軌上的語調校正有關。目前的演算法會檢測人聲的非音調（類似噪音）的部分如呼吸，然候將其與有音調的部分分開處理。也可以調整有音調和無聲調部分之間的音量平衡。 Fade Tool 和 Leveling Macro 為動態輪廓提供了新的可能性，因為他們可以在單音甚至複音的基礎上運作。通過 Chord Track（以及相應配置的 Pitch Grid），錄音和採樣可以適應歌曲的諧波結構和和弦。 
使用該軟體的藝術家包括Herbie Hancock, Björk, Coldplay, Peter Gabriel, Eka Gustiwana Putra （和 Presonus StudioOne 一起）和Thomas Newman 。 它也用於古典音樂中的語音音高分析。作曲家Jonathan Harvey和IRCAM工程師使用 Melodyne 為他的作品《 Speakings 》提取旋律。 

### Direct Note Access

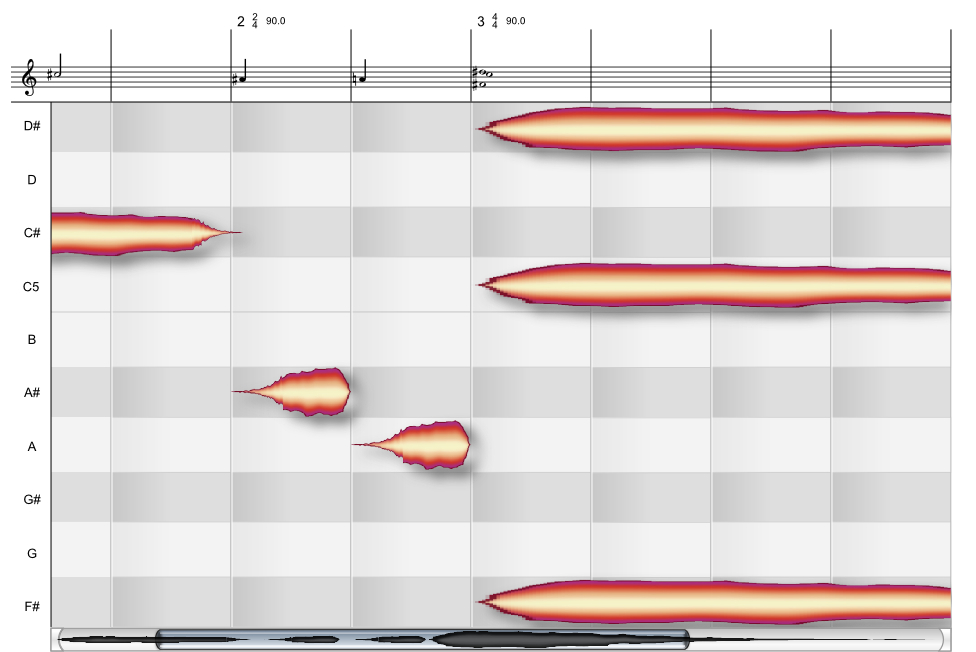
和弦音符分离和操作示意图

Direct Note Access (DNA) 允許單獨調整和弦和複音錄音中的單音。最初在2008年的Musikmesse Frankfurt上宣布將於當年年底發布，後來被推遲到2009年的第一季度，最終於2009年11月16日作為 Melodyne 編輯器的一部分發布。 2016年1月14日，Celemony 將 DNA 集成到了他們的多軌軟體 Melodyne studio 4 中。

## 葛萊美獎
Celemony在2012年2月的第54屆葛萊美獎上榮獲格莱美特别獎/技術葛萊美獎，以表彰其對錄音領域傑出的技術貢獻”。 

## 外部連結
- 官方網站
- Interview with Melodyne inventor Peter Neubäcker （页面存档备份，存于）